# نيك كوستر
نيك كوستر (بالهولندية: Nick Coster)‏ (24 سبتمبر 1985 في هولندا - ) هو لاعب كرة قدم هولندي في مركزي الوسط والظهير. لعب مع آر كي سي فالفيك وأدو دين هاغ ونادي دوردريخت ونادي فولندام.

## وصلات خارجية
- نيك كوستر على موقع قاعدة بيانات كرة القدم.إي يو (الإنجليزية)